# Prověrka výpovědi na místě
Prověrka výpovědi na místě je kriminalistická metoda, při níž je srovnáván objektivní stav místa a souvisejících objektů s dříve učiněnou výpovědí vyslýchané osoby, přičemž tato osoba (dobrovolně) na místě zpravidla popíše a ukáže lokace, objekty a činnosti (demonstrace v případě nutnosti) spojené s vyšetřovanou událostí, kterážto fakta jsou přezkoumána a zadokumentována vyšetřujícím a porovnána s předchozí výpovědí. Tato metoda se však liší od prosté výpovědi či rekonstrukce činu.